# Ma vie sans elle
 (mai 2024).
La mise en forme du texte ne suit pas les recommandations de Wikipédia : il faut le « wikifier ».
Les points d'amélioration suivants sont les cas les plus fréquents. Le détail des points à revoir est peut-être précisé sur la page de discussion.
- Les titres sont pré-formatés par le logiciel. Ils ne sont ni en capitales, ni en gras.
- Le texte ne doit pas être écrit en capitales (les noms de famille non plus), ni en gras, ni en italique, ni en « petit »…
- Le gras n'est utilisé que pour surligner le titre de l'article dans l'introduction, une seule fois.
- L'italique est rarement utilisé : mots en langue étrangère, titres d'œuvres, noms de bateaux, etc.
- Les citations ne sont pas en italique mais en corps de texte normal. Elles sont entourées par des guillemets français : « et ».
- Les listes à puces sont à éviter, des paragraphes rédigés étant largement préférés. Les tableaux sont à réserver à la présentation de données structurées (résultats, etc.).
- Les appels de note de bas de page (petits chiffres en exposant, introduits par l'outil «  Source ») sont à placer entre la fin de phrase et le point final[comme ça].
- Les liens internes (vers d'autres articles de Wikipédia) sont à choisir avec parcimonie. Créez des liens vers des articles approfondissant le sujet. Les termes génériques sans rapport avec le sujet sont à éviter, ainsi que les répétitions de liens vers un même terme.
- Les liens externes sont à placer uniquement dans une section « Liens externes », à la fin de l'article. Ces liens sont à choisir avec parcimonie suivant les règles définies. Si un lien sert de source à l'article, son insertion dans le texte est à faire par les notes de bas de page.
- La présentation des références doit suivre les conventions bibliographiques. Il est recommandé d'utiliser les modèles {{Ouvrage}}, {{Chapitre}}, {{Article}}, {{Lien web}} et/ou {{Bibliographie}}. Le mode d'édition visuel peut mettre en forme automatiquement les références.
- Insérer une infobox (cadre d'informations à droite) n'est pas obligatoire pour parachever la mise en page.

Pour une aide détaillée, merci de consulter Aide:Wikification.
Si vous pensez que ces points ont été résolus, vous pouvez retirer ce bandeau et améliorer la mise en forme d'un autre article.
Ma vie sans elle (titre original Rangrasiya) est une série télévisée indienne en 188 épisodes de 22 minutes, créée par Mrinal Jha, et diffusée entre le 30 décembre 2013 et le 19 septembre 2014 sur Colors TV.
Dans les pays francophones, elle a été pour la première fois diffusé sur RTI 2 puis sur la chaîne Passion Bollywood à partir de janvier 2025.

## Synopsis
C'est l'histoire d'amour compliquée entre Parvati dit Paro, une paysanne du Rajasthan et de Rudra, un officier du BSD souffrant du départ de sa mère. Les deux se rencontrent à la suite d'un conflit à main armée dans laquelle le fiancé de Paro est tué tandis que Rudra enlève la jeune fille le jour de son mariage. 

## Distribution
- Sanaya Irani dans le rôle de :
  - Parvati « Paro » Chauhan Ranawat : fille adoptive de Mala ; ex-femme de Varun ; épouse de Rudra ; mère de Dhruv[2]
  - Myrah Mehra : le sosie de Parvati ; l'amoureuse de Rudra
- Ashish Sharma dans le rôle du commandant adjoint Rudra Pratap Ranawat : officier idéaliste de la force de sécurité des frontières ; fils de Mala et Dilsher ; cousin de Samrat, Sumer et Sunehri ; mari de Parvati ; intérêt amoureux de Myrah ; père de Dhruv[3]
- Vishal Karwal dans le rôle de Shantanu Agnihotri : le frère de Varun ; Le meurtrier de Parvati
- Rishi Sonecha / Kapish Chawla dans le rôle de Dhruv Pratap Ranawat : le fils de Parvati et Rudra
- Prashant Chawla dans le rôle de Samrat Pratap Ranawat : le fils aîné de Mohini et Danveer ; Le frère de Sumer et Sunehri ; Le cousin de Rudra ; Le mari de Maithili.
- Geetanjali Mishra dans le rôle de Maithili Ranawat : la femme de Samrat.
- Kali Prasad Mukherjee dans le rôle de Dilsher Pratap Ranawat : le frère de Danveer ; le mari de Mala ; le père de Rudra ; Le grand-père de Dhruv
- Sadiya Siddiqui dans le rôle de Mala Ranawat : l'épouse de Dilsher ; la mère de Rudra ; la mère adoptive de Parvati ; la grand-mère de Dhruv
- Sanjiv Jotangia dans le rôle de Danveer Pratap Ranawat : le frère de Dilsher ; le mari de Mohini ; Samrat, le père de Sumer et Sunehri
- Ananya Khare dans le rôle de Mohini Ranawat : l'épouse de Danveer ; La mère de Samrat, Sumer et Sunehri
- Udit Shukla dans le rôle de Samay « Sumer » Pratap Ranawat : le fils cadet de Mohini et Danveer ; Le frère de Samrat et Sunehri ; Le cousin de Rudra ; Le mari de Shatabdi
- Manasvi Vyas dans le rôle de Shatabdi Ranawat : la femme de Sumer
- Khushbu Thakkar dans le rôle de Sunehri Ranawat : la fille de Mohini et Danveer ; la sœur de Samrat et Sumer ; Le cousin de Rudra
- Tarun Khanna dans le rôle de Tagor Param Singh Tejawat : contrebandier corrompu
- Vishal Gandhi dans le rôle de Varun Agnihotri : le frère de Shantanu ; L'ex-mari de Parvati
- Padam Bhola dans le rôle d'Aman Deep Singh : collègue de Rudra à la Border Security Defense
- Syed Zafar Ali dans le rôle du général Vaman Kumar « VK » Singh : l'officier supérieur de Rudra à la Défense de la sécurité des frontières
- Neha Narang dans le rôle de Bindiya "Bindi" Parekh : l'amie de Parvati
- Vishal Karwal dans le rôle de Shantanu Kumar Agnihotri : le frère de Varun
- Ankita Mayank Sharma dans le rôle de Kajal "Laila" Suri : danseuse ; Ancienne compagne de Rudra
- Gurpreet Singh dans le rôle de Rohit Sehgal : l'ex-fiancé de Myrah
- Pearl V Puri dans le rôle de Samir

## Anecdotes
- C'est l'une des rares séries indiennes durant laquelle l'héroïne meurt définitivement.
  - Myra Mehra remplace Paro en tant que sa sosie.
- La série aborde des thèmes plus mûrs, et ne censure pas les scènes de violence plus ou moins graves.

## Récompenses
- Asian Viewers Television Awards en 2014 : prix du soap TV de l'année[4]
- Indian Television Academy Awards 2014 : prix de meilleur auteur de chansons[5]